# Bražec
Bražec – miejscowość i gmina (obec) w Czechach, w kraju karlowarskim, w powiecie Karlowe Wary. W 2022 roku liczyła 221 mieszkańców.